# بني سود (مبين)

تعديل مصدري - تعديل

بني سود هي إحدى قرى عزلة بني الشومي بمديرية مبين التابعة لمحافظة حجة، بلغ تعداد سكانها 275 نسمة حسب تعداد اليمن لعام 2004.